# Galaxie du Compas
La galaxie du Compas (ESO 97-G13) est une galaxie de Seyfert située à ∼ 13 millions d'a.l. (∼ 3,99 Mpc) dans la constellation du Compas, ce qui en fait, avec NGC 185, l'une des galaxies les plus proches de la Voie lactée. 
Bien qu'elle puisse être observée à l'aide d'un télescope amateur, la galaxie n'a été découverte qu'en 1975 en raison de son occultation par notre propre galaxie (elle est positionnée à seulement 4 degrés sous le plan galactique).
La galaxie subit des changements significatifs, expulsant des anneaux de gaz, le plus proche étant à environ 130 années-lumière du centre et le plus éloigné, à environ 700 années-lumière. Elle est l'une des galaxies actives les plus proches de notre galaxie, bien que Centaurus A serait légèrement moins éloignée.
Au cours des années 2000, on y a identifié la supernova SN 1996cr (pl), plus de 10 ans après son explosion.